# Пергола
Перголата (от италиански pergola, латински pergula – навес, пристройка), е градински елемент, проста конструкция или арка с рамка, покрита с катерливи или пълзящи растения. Състои се само от странични колони и напречни греди и, за разлика от беседката, няма стени или покрив. Може да бъде свободностояща, прилепена към някаква сграда като пристройка, или дори да покрива алея.

## Предназначение
Предназначението на перголата е да създаде уютна, сенчеста зона за почивка. Тя е елемент от ландшафтния дизайн и външният ѝ вид трябва добре да се вписва в общия ансамбъл на сградата и пространството около нея. Каквото и да е предназначението ѝ, видът на перголата трябва да бъде съобразен със стила на постройките и пропорциите на зоните в двора. Тя помага за формирането на структурата на градината, променя съотношението между покрити и открити пространства и поставя допълнителен акцент при организацията на терена.
Поставена в малка градина, перголата значително я разширява визуално, а голямата градина прави по-уютна, създавайки усамотени кътчета. Когато е в малка градина, по-добре е тя да бъде обединена с къщата като растителност, цветове, материали и декоративни елементи. При наличието на по-голяма площ, перголата може да има ключова роля в централната композиция, задавайки свой стил, подпомогнат от други малки архитектурни форми – мостчета, беседки, пейки, решетки и други.
Перголата може да подобри дизайна на сградата, превръщайки се в едно изящно допълнение, а може да остане и като самостоятелен архитектурен елемент. С нейна помощ се подчертава красотата на растенията и малките архитектурни форми като фонтани, статуи, изкуствени пещери. В други случаи тя може да скрие недостатъците на сградата или ландшафта. Покрита с увивни растения, перголата създава собствен микроклимат, повишава комфорта на околната среда, защитава мястото от вятър, прах и шум.

## История
Първото споменаване на перголата е датирано още отпреди 3000 години и се отнася до градините в Древен Египет. Изображението им идва до наши дни на старинни барелефи и манускрипти от Месопотамия и Египет, в описанието на знаменитите Градини на Семирамида, на фрески, намерени в развалините на Помпей.
Първите перголи имат напълно практично селскостопанско значение. Историята на раждането им е свързано с една от най-древните земеделски култури – лозата. Това е и първото растение, влязло като елемент във вертикалното озеленяване. В началото перголите служат главно за поддържане на лозите и не се отличават с никакво разнообразие. Днес една от най-важните черти на тази структура е правилният подбор на катерливи и увивни растения.

## Конструкция
Конструкцията не е най-обикновена решетка, а се състои от пълен набор повтаряеми елементи като колони и арки, свързани помежду си с напречни греди и здраво преплетени с растения. Сама по себе си тя не предлага защита от слънцето, но с растителната си покривка става достатъчно ефективна, без да блокира изгледа към небето и околното пространство. Когато увивните и катерливи растения създават една плътна маса, те изграждат подобие на стени и таван и перголата се превръща в приятна, уханна лятна стая. Единственият неин недостатък е, че не предлага достатъчно защита от внезапните летни дъждове.
Традиционно перголите се изработват от дърво, но се срещат също и метални варианти. Може да се изработи от готови елементи, които се предлагат в строителните хипермаркети и градински центрове, а може да се направи изцяло ръчно.

## Видове

### Според предназначението си
- Тип беседка – Това е свободно стояща пергола, която не е свързана със сграда. При нея катерливите растения се увиват така, че да създадат имитация на стени и покрив. Служи за уединение или забавления, като осигурява прохладен дневен кът, който е защитен от силните преки слънчеви лъчи и в същото време е много добре осветен. Освен това е добро средство за зониране на пространството, като чрез нея се отделят например градината от спортната площадка или терени с други функции.[1]
- Козирка – това е пергола, при която увивните растения растат само по частта, която служи за покрив. Този вид е много разпространен в страните с по-топъл климат, включително и в България и обикновено конструкцията е обвита с лоза (асма) и се отглежда грозде.[1]
- Тента – такава пергола обикновено е прилепена към съществуваща стена, но не е задължително. Растенията покриват конструкцията и изпълняват функцията на покрив. Може да служи като навес за детска площадка, или за автомобил, или да се ползва при хранене. Този вид създава приятна полусянка и в същото време позволява да се усеща полъхът на вятъра.[1]

- Тунел – състои се от няколко арки, подредени последователно в права линия и свързани помежду си. Поставя се обикновено над пътеки и алеи. Може да служи като декоративен елемент, или за прикриване на някой елемент, например селскостопански постройки, летни кухни, зеленчукова градина и т.н. Може да служи и като открита връзка между две сгради. Използва се за да маркира пътя и да направлява към павилион, или да води от входа на сграда към обособена изолирана тераса или басейн.[1] Когато тунелът е с по-голяма дължина, за да се промени впечатлението за монотонност, обикновено се правят прекъсвания с дворни статуи, вази, пейки или площадка с допълнителни декоративни елементи.[3]

### Според материала, от който са изработени
За изработването на перголи се ползват различни материали, като предпочитание се отдава на тези, които се вписват в общия дизайн на парцела най-хармонично. Често се комбинират два или повече материала, например камък и дърво, които са много подходящи един за друг и създават усещане за спокойствие и сигурност.
- Дървени – Това са най-популярните перголи, които обикновено се правят в селските дворове или във вилни парцели. Те трябва често да се обработват с антисептични разтвори, тъй като от дъждовете се задържа допълнителна, остатъчна влага.[1]
- Метални – Металът е безспорен лидер в здравината и дълговечността на конструкциите. При перголите, изработени от този материал, е необходима периодична и задължителна обработка за предпазване от корозия.[1]
- Каменни – Обикновено това са перголи с каменни колони и резбовани дъбови греди. Този тип украсява пейзажа главно на луксозни имоти, курортни комплекси или обществени сгради. Изискват доста повече средства от всички останали перголи.[5]
- Бетонни – Стоят по-тежко и грубо. Добре е бетонът да бъде подложен на допълнителна обработка за постигане на по-добър външен вид през зимния сезон.[5]
- Пластмасови – От този материал също се правят перголи, но те трудно се сливат с околната среда и стоят чуждо на растителността. От друга страна, това е най-евтиният материал за изработка на перголи и поради това често е предпочитан.[4]

### Според формата
- Кръгли
- Ветрилообразни
- Правоъгълни
- С прекъсвания
- Сложни съставни

## Принципи
- Размерът на перголата трябва да е съобразен с тези на парцела, къщата и двора. Ако в голям двор се направи малка пергола, тя би се загубила в общия пейзаж. И обратно – ако в малък двор се постави голяма пергола, тя би създала усещане за напрежение и потиснатост и би погълнала цялото внимание.[1]
- За да създаде усещането за покой и уединение, перголата трябва да изглежда лека, независимо от материалите, от които е направена.[1]
- Конструкцията трябва да бъде достатъчно здрава, за да издържи тежестта и масата на бързо развиващите се виещи растения. Освен това, за да издържи и на сериозното натоварване от ветровете, височината ѝ не трябва да надвишава 2,5 метра, а местоположението и ориентацията ѝ да бъдат съобразени с розата на ветровете в съответния район.[1]
- През зимата перголата остава без всякакви растения и всички недостатъци по нея лесно се забелязват. Затова декоративните ѝ детайли трябва да са обмислени и изпълнени много добре, за да остане красив ландшафтен елемент през цялата година.[1]

## Растителност
За да бъде перголата обхваната от зеленина, могат да се ползват разнообразни увивни и катерливи растения. Това е голяма група растения от различни видове и родове, които са обединени от неспособността на стеблата им самостоятелно да се задържат вертикално и се нуждаят от опора, по която да пълзят нагоре. При избора им специалистите се съобразяват с техните биологични особености, начините на прикрепването им към опорите, отношението им към светлината, както и отчитат скоростта на растежа и бъдещото им тегло.
Някои от тях се прикрепват към опората с пипалца, а други – с къси допълнителни въздушни коренчета, излизащи от долната повърхност на клончетата. При виещите се растения самите стебла се увиват около опората. Опиращите се лианови растения нямат специални органи за тази цел, а постигат това чрез странични клони, бодли и тръни. Някои от тях разполагат с повече от един способ за прикрепване, например едновременно се увиват и закрепват с коренови издънки.
- Най-често перголите се използват за поддържане на асми. И културната, и дивата лоза са изключително подходящи, развиват се много добре и плътно обхващат цялата пергола.[4]
- Китайски лимонник (шизандра) – силноароматно, декоративно растение, чиито блестящи, кафявочервени литорасли, по време на вегетационния период, надвисват над перголата като гирлянди. В началото на лятото шизандрата е изпъстрена с гланцирани зелени листа и восъчнобели цветове. През есента листата ѝ са с есенни багри, а малките кръгли плодчета са пурпурночервени.[6]
- Актинидия – това е род многогодишни цъфтящи лиани, подобни на лозата, раждащи плода киви. През лятото растението създава плътна стена от преливащи, тъмнозелени листа, които през есента променят цвета си на ярко жълто.[7]
- Английски повет (клематис) – силноароматно, виещо се растение. Различните видове цъфтят по различно време, но най-рано в края на април, началото на май. Цветовете му са розови, бледолилави до тъмнолилави.[8]
- Полска поветица (грамофонче) – стелещо се или увивно растение с фуниевидни бели или розови цветове и копиевидни или стреловидни зелени листа. Цъфти в периода април-октомври.[9]
- Латинка – пълзящо или виещо растение, някои разновидности на което достигат дължина до 4 метра. Цветовете на различните видове варират от жълто през оранжево до червено.[10]
- Орлови нокти (японски нокът) – красиво увивно растение, много подходящо за вертикално озеленяване, със силен аромат и дребни, оранжеви, жълти и бели цветчета. Листата му са гладки, продълговати, овални, с тъмнозелен цвят.[11]
- Хмел – увивно растение с едри, назъбени листа и зелено-бели цветове, напомнящи по форма шишарка. Плодът е сивкаво яйцевидно орехче. С хмела трябва много да се внимава, защото расте бързо и безсистемно и може да запълни цялата градина.[4][12]

- Пергола над стълба в ботаническата градина на о. Изола мадре, Италия
- Комбинация от бетон и дърво – Буенос Айрес, Аржентина
- Бетонна пергола във Филипините
- Пергола тип „беседка“ в Лисабон, Португалия
- Пергола тип „беседка“ във Варшава, Полша
- Каменна пергола в Живец, Полша
- Асма в Афганистан
- Кръгла пергола във Филипините
- Метална пергола в Залцбург
- Пергола, водеща към фонтан – Валенсия, Испания
- Дървена пергола с пейки
- Дървена пергола във Филипините